# Сержантерия
Сержантерия (англ. serjeanty или sergeanty; от лат. serviens — слуга, служащий) — одна из самых распространенных форм землепользования в средневековой Франции и Англии, при которой получатель феода (феодал) был обязан в качестве платы за феод исполнением личной службы землевладельцу (сеньору), владеющему землей как доменом. Служба могла быть хозяйственной, административной и военной.
Из сержантов несущие у своих сеньоров военную службу, формировалось феодальное ополчение и воинское сословие делилось на «пеших сержантов» (фр. serjant/sergent de pie) и наиболее элитную группу «конных сержантов» (фр. serjant/sergent de cheval), среди которых зародилось рыцарство (miles Christianus — «воины Христа»), как признак элитарности и система поощрения воинского сословия.
Рыцари (miles) при посвящении получали право на «оружие» (лат. arma) — геральдическое достижение в виде герба и становились «оруженосцами» (лат. armiger). В последствии в основном из конных сержантов имеющих «фамильное оружие» (герб) сформировалось дворянство.
На грани XIII-XIV вв. в отношении конных сержантов входит определение «щитоносец» (лат. scutarius): эскудеро (escudero) в Испании, экюйе (ecuier) во Франции и эсквайр (equier/esquire/squire) в Англии, которое становится квалификацией воина прошедшего обучение и оно становится синонимом конного сержанта. Однако с формированием дворянства в XIV- XV вв. сержантам запрещают получать этот статус и он становится привилегией дворян и становится квалификацией дворянина в Англии и Франции, а в Испании его вытесняет идальго. В этот же период определение рыцаря с «воин» (miles) вытесняется «всадником» (исп. caballero, фр. chevalier, итал. cavaliere, нем. ritter). Это же значение приобретает  «конный слуга»(англ. knight).
Формирование дворянства в разных странах протекает по разному. Во Франции большинство конных сержантов становятся дворянами, а в Англии наоборот, большинство сержантов статус дворянина не получили и из-за этого в Столетнюю войну армии противостоящих сторон имели сильно отличающийся социальный состав. Английские man-at-arms состоят исключительно из сержантов и термин становится синонимом «латник». Испанские hombre de armas наоборот состоят исключительно из идальго и кабальеро. Во Франции роты «мужчин оружия» (homme d’armes) из дворян (gentilhomme — мужчина родового древа) получают название жандармы (gens d’armes), а роты  из сержантов получают название шево-леже (chevau-léger — «легкие кони»).
Сержанты так и не ставшие дворянами в ходе формирования сословия дворян в Европе в социальном иерархии заняли промежуточную ступень между свободными крестьянами (фригольдерами) и дворянами.
В Англии держание надела (феода) на праве сержантерии возникло в ходе нормандского завоевания и отражало специфику экономических условий конца XI века, когда земли в распоряжении английского короля было в избытке, а денежных средств у его подданных не хватало. Впервые как отдельный социальный слой сержанты упомянуты в «Книге страшного суда» 1086 г. Среди сержантов были и лица, занимающие высшие государственные должности в королевской администрации, и мелкие землевладельцы, по своему благосостоянию не отличавшиеся от крестьян. Служба, которую несли сержанты за владение своими землями, также была крайне разнообразной. Это могла быть работа в королевской канцелярии или других органах управления, служба при дворе короля, военная служба в составе легковооружённой пехоты, несение королевского штандарта во время военных походов, служба в королевских замках. В отличие от рыцарей сержанты получали за свою службу в армии плату: обычно 2 — 4 пенса в день. Среди сержантов были мажордомы, гофмейстеры, егеря, сокольничие и другие слуги короля. Позднее в состав социального слоя сержантов вошли мелкие валлийские землевладельцы, ставшие основой боевой силы английских лучников во время войн XII—XIV веков во Франции. Достаточно часто, однако, обязанности сержантов носили чисто церемониальный характер: подача королю ножа за обедом или держание таза для умывания во время коронации. Существовал род сержантов, в обязанности членов которого входило обеспечение короля одним блюдом жареной свинины во время пребывания монарха в лесу Вихвуд.
Примером кухонной сержантерии является суп или рагу диллегрут (Dillegrout) из миндального молока, каплуна, сахара и специй, который традиционно преподносится на коронациях королей и королев Англии владельцами поместья Аддингтон. Впервые он был представлен в 1068 году на коронации Матильды Фландрийской, жены Вильгельма Завоевателя, королевским поваром Тезелином. Супругам так понравился суп, что они подарили Тезелину поместье Аддингтон; чтобы владеть усадьбой, он и его потомки должны были постоянно представлять блюдо на всех коронациях .
Наследование сержантерий происходило по тем же принципам, как и наследование рыцарских ленов. После смерти сержанта его сын вступал во владение землями своего отца лишь при условии уплаты рельефа. Отличие заключалось в процедуре уплаты «щитовых денег»: в отличие от рыцарей сержанты вместо уплаты щитового сбора по ставке, установленной королём, платили определённую, согласованную с королевскими чиновниками, сумму. Браки дочерей и вдов сержантов также контролировались королём.
С развитием товарно-денежных отношений держание на праве сержантерии превратилось в архаичный институт. Уже при подписании «Великой хартии вольностей» в 1215 г. король отказался от права опеки в отношении мелких сержантов. В XIII веке большая часть сержантов была переведена на уплату денежной ренты за свои владения. Верхушка этого слоя постепенно слилась с феодальным рыцарством, сохранив, однако, свои права на исполнение тех или иных церемониальные ритуалов при дворе короля. Некоторый слой наследственных сержантов продолжал существовать на протяжении всего средневековья и их потомки продолжали принимать участие в коронациях королей Великобритании до XX века.
Подобный социальный слой существовал и в других странах. Например, в Великом Княжестве Литовском человек, имевший аналогичный статус, назывался «земянин».